# Pentax K200D
K100D super K-m
Le Pentax K200D est un reflex numérique à objectif interchangeable (baïonnette K) possédant un capteur de 10,2 mégapixels, annoncé le 24 janvier 2008 en même temps que le modèle plus haut de gamme K20D. La production s'est arrêtée en décembre 2008.
Le K200D est le successeur des Pentax K100D, Pentax K110D et Pentax K100D Super possédant des capteurs de 6 mégapixels. Le K200D adopte de nombreuses propriétés du précédent modèle haut de gamme Pentax K10D comme son capteur de 10,2 mégapixels CCD ainsi que sa tropicalisation.
Le prix de lancement du Pentax K200D est de $620 pour le boitier nu et $699 avec l'objectif 18-55mm II F3.5-5.6.

## Fonctionnalités
Le Pentax K200D a 60 joints d'étanchéité destinés à le protéger de l'humidité et de la poussière. Il utilise des piles ou accumulateurs AA comme ses prédécesseurs. L'objectif fourni avec le kit (18-55mm II) n'est cependant pas tropicalisé.
Sa monture d'objectif est la monture K, il est donc compatible avec les objectifs remontant à 1973 sans nécessiter d'adaptateur (ainsi qu'avec les objectifs SDM de la marque). Il peut également accueillir des objectifs en monture M42 (même distance de tirage) avec un adaptateur (la visée se fait alors à ouverture réelle).
Le flash intégré du K200D peut lui permettre de déclencher à distance des flash compatibles en tant que maître (le flash intégré s'illumine pendant l'exposition), ou comme contrôleur (pas d'illumination pendant la capture).
Le K200D présente un écran LCD de 2,7" (230 000 pixels).
Le capteur du K200D est stabilisé (stabilisation possible avec tous les objectifs, mais pas de stabilisation lors de la visée). Cette stabilisation permet de gagner 2 à 3 vitesses suivant les cas.
Le K200D dispose d'un pentamiroir (moins lumineux mais plus léger que les pentaprismes des modèles haut de gamme).
Le K200D dispose d'une plage de sensibilité allant de 100 à 1600 ISO (le bruit devenant assez visible à partir de 800 ISO).

## Critiques

### Positives
- Grande qualité de fabrication qui ne se retrouve que rarement pour un produit de cette gamme (boitier tropicalisé, matériaux résistants).
- Écran LCD de rappel des paramètres de prise de vue sur le dessus.

### Négatives
- Sensibilité du capteur au bruit (similaire au Pentax K10D).
- Lenteur de l'autofocus en basse lumière.
- Pas de micro-ajustement de l'autofocus (mais cependant disponible de façon officieuse en activant le mode debug[2] de l'appareil).